# Jean Daillé
Jean Daillé, né à Châtellerault le 6 janvier 1594 et mort le 15 avril 1670, est un pasteur et théologien français, considéré comme l'un des plus grands défenseurs des Églises réformées de son temps.
Il est précepteur des deux petits-fils de Philippe Duplessis-Mornay et fait avec eux plusieurs voyages dans différentes parties de l'Europe en 1612. À son retour, il exerce le ministère à Saumur en 1625, puis à Charenton de 1626 à sa mort.
Il est connu surtout pour ses ouvrages d'apologétique protestante, qui lui valurent d'être attaqué notamment par le jésuite et curé catholique de Charenton, François Véron. Outre plusieurs volumes de sermons sur les épitres de saint Paul, il a publié d'importants traités sur le calvinisme en français et en latin.

## Ouvrages sélectionnés
- Traité de l'employ des saints Pères pour le jugement des différends qui sont aujourd'hui en la religion (1632)
- Apologie des Églises réformées, où est monstrée la nécessité de leur séparation d'avec l'Église romaine (1633)
- De la Créance des Pères sur le fait des images (1641)
- De Pseudepigraphis Apostolicis: Libri III (1653)
- Apologie des Synodes d'Alençon et de Charenton (1655)
- De usu patrum ad ea definienda religionis capita (1655)
- La Foy fondée sur les Saintes Escritures, contre les nouveaux méthodistes (1661)

## Source partielle
Cet article comprend des extraits du Dictionnaire Bouillet. Il est possible de supprimer cette indication, si le texte reflète le savoir actuel sur ce thème, si les sources sont citées, s'il satisfait aux exigences linguistiques actuelles et s'il ne contient pas de propos qui vont à l'encontre des règles de neutralité de Wikipédia.